# Rudolf Říčan
Rudolf Říčan (23. září 1899 Hovězí – 2. listopadu 1975 Praha) byl český evangelický teolog, historik, duchovní Českobratrské církve evangelické, překladatel, publicista, editor, profesor Husovy československé evangelické fakulty bohoslovecké (HČEFB), od roku 1950 Komenského evangelické bohoslovecké fakulty (KEBF) v Praze.

## Život
Po absolvování teologických studií ve Vídni, Praze, Aberdeenu, Glasgowě a historie na Filozofické fakultě UK u prof. Václava Novotného, působil jako středoškolský profesor na reálných gymnáziích ve slovenských městech Ružomberok (březen–srpen 1923) a Veľká Revúca (1. 9. 1923–31. 8. 1925). Od prosince 1925 vikář, později (1926–1931) farář farního sboru Třebíč, následně tuto funkci vykonával v Hustopečích u Brna (1931–1935) a v letech 1935–1946 v Bohuslavicích nad Metují.
Souběžně s plněním svých povinností duchovního na základě úspěšné obhajoby disertační práce Johlin z Vodňan získal na HČEFB v Praze doktorát teologie (5. 12. 1930), od roku 1935 na ní působil jako soukromý docent a později suplent za penzionovaného prof. Ferdinanda Hrejsu na katedře církevních dějin. Řádným profesorem oboru církevní dějiny se stal 4. 10. 1946, po vzniku Komenského evangelické bohoslovecké fakulty (1950) až do svého skonu (listopad 1975) ve stejném postavení zastával pozici vedoucího katedry dějin křesťanství.
Patřil k nepřehlédnutelným osobnostem druhé učitelské generace HČEFB/KEBF. Ve své akademické, publicistické, editorské, osvětové i badatelské práci se zaměřil zejména na zkoumání duchovních kořenů české reformace, její vznik a vývoj v širokých evropských, později světových souvislostech. V centru jeho pozornosti tak mj. stáli nejen Jan Hus a jeho předchůdci, ale zvláště původní Jednota bratrská, Jan Amos Komenský a dějiny českých i slovenských evangelíků v 19. století.
Patřil k předním znalcům naší i zahraniční protestantské písňové tvorby, byl uznávaným autorem řady církevněhistorických studií, monografií a syntéz, překladatelem, spoluvydavatelem cenných literárních památek české minulosti a jako jeden z čelných představitelů hnutí Nová orientace také důsledným odpůrcem totalitních praktik režimu vládnoucímu v předlistopadovém Československu.

## Dílo

### Spisy a skripta
- Johlin z Vodňan, křižovník kláštera Zderazského. Praha: nákladem vlastním, 1930
- Ze staré ohlašní knížky : K 100. výročí Heřmana z Tardy. Praha: nakladatel neuveden, 1932
- Památník k 50. výročí založení Lutherova ústavu nyní Husova domu v Hradci Králové. Hradec Králové: Kuratorium Husova domu, 1933
- Mladá léta Karla Eduarda Lányho : několik pohledů do dějin českého evangelictví v minulém století. Praha: V. Horák, 1935
- Kapitoly z církevních dějin. Řada 1. K červánkům reformace. Sdružení české mládeže evangelické YMCA, 1936
- Životní dílo Karla Eduarda Lányho : k historii českého luterství v devatenáctém století. Praha: V. Horák, 1938
- České náboženské tradice. Praha: SČME-YMCA, 1939
- Jan Karafiát: Svědek víry v ráji srdce. Praha: SČME-KSML, 1940
- Vyznání a vyznavači : z historie českého protestantismu XIX. století. Praha: YMCA, 1940
- Církev a veřejnost (spolu s Josefem Bohumilem Součkem). Praha: YMCA, 1941
- Setkání české reformace s reformací světovou. Praha: Synodní rada ČCE, 1943
- Kapitoly z církevních dějin. Řada 2. Od úsvitu reformace k dnešku. Praha: YMCA, 1947
- Svobodní křesťané. Praha: YMCA, 1947
- Láska k národu. Praha: YMCA, 1947
- Církev vyznávající. Hradec Králové: Evangelické dílo, 1950
- Padesát let Českobratrské církve evangelické. Praha: Synodní rada ČCE, 1968
- Cesta církve osmi stoletími : 500–1300 (spolupráce Amedeo Molnár). Praha: Ústřední církevní nakladatelství, 1954
- Dějiny Jednoty bratrské (s kapitolou o bratrské teologii od Amedea Molnára). Praha: Kalich, 1957
- Das Reich Gottes in den böhmischen Ländern : Geschichte des tschechischen Protestantismus. Stuttgart: Evangelisches Verlagswerk, 1957
- Josef L. Hromádka : Leben und Werk. Berlin: Hrsg.von der Zentralen Schulungsstätte der CDU Otto Nuschke in Verbindung mit der Parteileitung der Christlich-Demokratischen Union, 1959
- Die Böhmischen Brüder : Ihr Ursprung und ihre Geschichte (mit einem Kapitel über die Theologie der Brüder von Amedeo Molnár). Berlin: Union Verlag, 1961
- Hus – svědek pravdy : přednáška k 550. výročí upálení M. J. Husa. Praha: Kostnická jednota, 1965
- 50 let Komenského evangelické bohoslovecké fakulty v Praze. Praha: KEBF, 1969
- Jan Amos Komenský : muž víry, lásky a naděje. Praha: Kalich, 1971
- 12 století církevních dějin (spolu s Amedeem Molnárem). Praha: Studijní texty KEBF, 1973 (1. souborné vydání); 1989 (2. vydání); Kalich, 2008 (3. vydání) ISBN 978-80-7017-064-9
- The history of the Unity of Brethren: a Protestant Hussite church in Bohemia and Moravia (spolu s Amedeem Molnárem; překlad Daniel C. Crews). Betlehem, Pa: Moravian Church in America, 1992 ISBN 1-878422-05-7

### Sborníky
- Věrou k jistotě (další autoři příspěvků Josef B. Souček, Viktor Hájek, Bedřich P. Henych, Josef L. Hromádka). Praha: YMCA, 1927
- Starověk – středověk – reformace, in Základy učení křesťanského : sborník extensních přednášek Komenského fakulty (další autoři příspěvků Josef B. Souček, Miloš Bič, Josef L. Hromádka). Praha: KEBF, 1951
- Kniha modliteb / Voláme z hlubokosti (ed. J. L. Hromádka, další spoluautoři František M. Dobiáš, R. Ř., Josef Beneš, Bohumil Betka). Praha: Ústřední církevní nakladatelství, 1. vyd. 1953, 2. zestručněné vyd. vyšlo v roce 1960 pod názvem Voláme z hlubokosti : kniha modliteb (ed. F. M. Dobiáš)
- Jednota Bratrská 1457–1957 : sborník k pětistému výročí založení (spolu s Františkem M. Bartošem a Josefem L. Hromádkou). Praha: Kalich, 1956
- Husův sborník : soubor prací k 550. výročí M. Jana Husa (spolupracoval Michal Flegl). Praha: ÚCN, 1966
- Bratrský sborník : Soubor prací přednesených při symposiu konaném 26.–27. září 1967 k 500. výročí ustavení Jednoty bratrské (skriptum pro studijní účely KEBF, spolueditoři Amedeo Molnár a Michal Flegl). Praha: ÚCN, 1967
- Jak došlo k sjednocení českých církví augsburského a helvetského vyznání roku 1918, in: Církev v proměnách času / Sborník k 50. výročí spojení českobratrské církve evangelické. Praha: Kalich, 1969

### Edice
- Živá slova J. A. Komenského / Komenského písně (spolupráce Jan Amos Pellár). Praha, nakladatel neuveden, 1942
- O bratřích soudcích : zpráva potřebná o bratřích soudcích, pomocnících při zbořích Páně v Jednotě Bratrské (spolupráce Zdeněk Vojtěchovský). Praha: Evangelické dílo, 1944
- Církevní řád Jednoty bratří českých (spolupráce Zdeněk Vojtěchovský). Praha: Evangelické dílo, 1945
- Čtyři vyznání : vyznání Augsburské, Bratrské, Helvetské a České a se Čtyřmi články pražskými. / Úvodní úvahy o vzájemné službě konfesí Jan Beblavý, Rudolf Říčan, který byl rovněž hlavním editorem a vedoucím tohoto projektu/ (spolueditor František M. Dobiáš). Praha: KEBF, 1951
- Živá slova Jana Amosa Komenského. Praha: SR ČCE, 1970
- Zprávy, naučení a napomenutí Jednoty bratrské (spolu s Jindřichem Halamou). Praha: Jednota bratrská, 1957 (zpracováno na elektronickém optickém disku CD ROM, který je uložen v knihovně ETF UK)

### Překlady
- Hermann Kutter: Kde jest Bůh? : slovo k náboženské a theologické krizi dneška (přeloženo z němčiny spolu s Josefem B. Jeschkem). Praha: Jan Laichter, 1929
- Martin Luther: O svobodě křesťanské : Babylonské zajetí (přeloženo z němčiny spolu s Bohumírem Popelářem). Praha: Jan Laichter, 1935
- Jan Amos Komenský: Prastaré obecně křesťanské náboženství : katechismus (přeloženo z němčiny). Praha: Kalich, 1951

### Studie, eseje, články, recenze a další publicistické aktivity
- Byly v hojném počtu zveřejňovány zejména v následujících tiskovinách:
  - Acta Comeniana
  - Archiv pro bádání o životě a díle Jana Amose Komenského
  - Communio viatorum
  - Časopis Matice moravské
  - Časopis Národního muzea
  - Českobratrské hlasy
  - Českobratrský kalendář/Kalendář českobratrský/Evangelický kalendář
  - Český bratr
  - Jednota bratrská (časopis)
  - Kalich (revue českých evangelíků)
  - Knihovník
  - Kostnické jiskry
  - Křesťanská revue
  - Listy filologické
  - Plamen (časopis)
  - Reformační sborník (práce z dějin československého života náboženského)
  - Ročenky Komenského evangelické bohoslovecké fakulty
  - Theologia evangelica (bohoslovecká revue konference evangelických duchovních v ČSR; v letech 1948–1951 byl jedním ze dvou jejích pražských redaktorů)
  - Theologická příloha Křesťanské revue
  - Z kralické tvrze
- V rámci ČSAV se podílel na přípravě souborného vydání všech Komenského prací, které pod názvem Dílo Jana Amose Komenského vyšlo v letech 1969–1992 v nakladatelství Academia (23 svazků).
- Spolupracoval na přípravě hesel pro Österreichisches Biographisches Lexikon 1815–1950 (ÖBL). Wien: Verlag derÖsterreichischen Akademie der Wissenschaften, 1975
- Z jeho pera vyšla řada příležitostných historických materiálů, které byly vedením ČCE rozesílány sborům i dalším zájemcům formou interních tisků.